# Хенмет
Хенмет (або Хнуміт) — донька давньоєгипетського царя Дванадцятої династії, близько 1800 року до нашої ери. В основному вона відома з її непограбованої гробниці, яка містить набір видатних особистих прикрас.
Принцеса Хенмет відома лише з її поховання поруч з пірамідою Аменемхета II у Дахшурі. На західній стороні піраміди було три підземні галереї з двома гробницями. Чотири з цих гробниць, у тому числі гробниці Хенмет, а також Іти та Ітаверета, були знайдені непограбованими.
Хенмет була похована у наборі з трьох контейнерів. Це був зовнішній саркофаг без прикрас, далі — дерев'яна труна, прикрашена зовні золотою фольгою, а зсередини — ієрогліфічними текстами. Нарешті, була внутрішня антропоїдна труна, яка була знайдена в дуже поганому стані. Тіло Хенмет було прикрашене безліччю ювелірних прикрас, включаючи широкий комір, нарукавники та браслети. Поруч з тілом було знайдено багато зброї, характерної для царських поховань Середнього царства.
У маленькій камері поруч із саркофагом були знайдені інші особисті прикраси. Серед них дві корони та частини намиста із золота. Останній, швидше за все, не є єгипетським витвором мистецтва, але, можливо, був виготовлений на Криті.
Батько Хенмет невідомий, але оскільки вона була похована в комплексі пірамід фараона Аменемхета II, здається ймовірним, що вона була його дочкою.
Деякі дослідники відзначають, що поховальний інвентар більш характерний для пізньої XII династії. Те саме стосується кераміки, знайденої в похованнях.

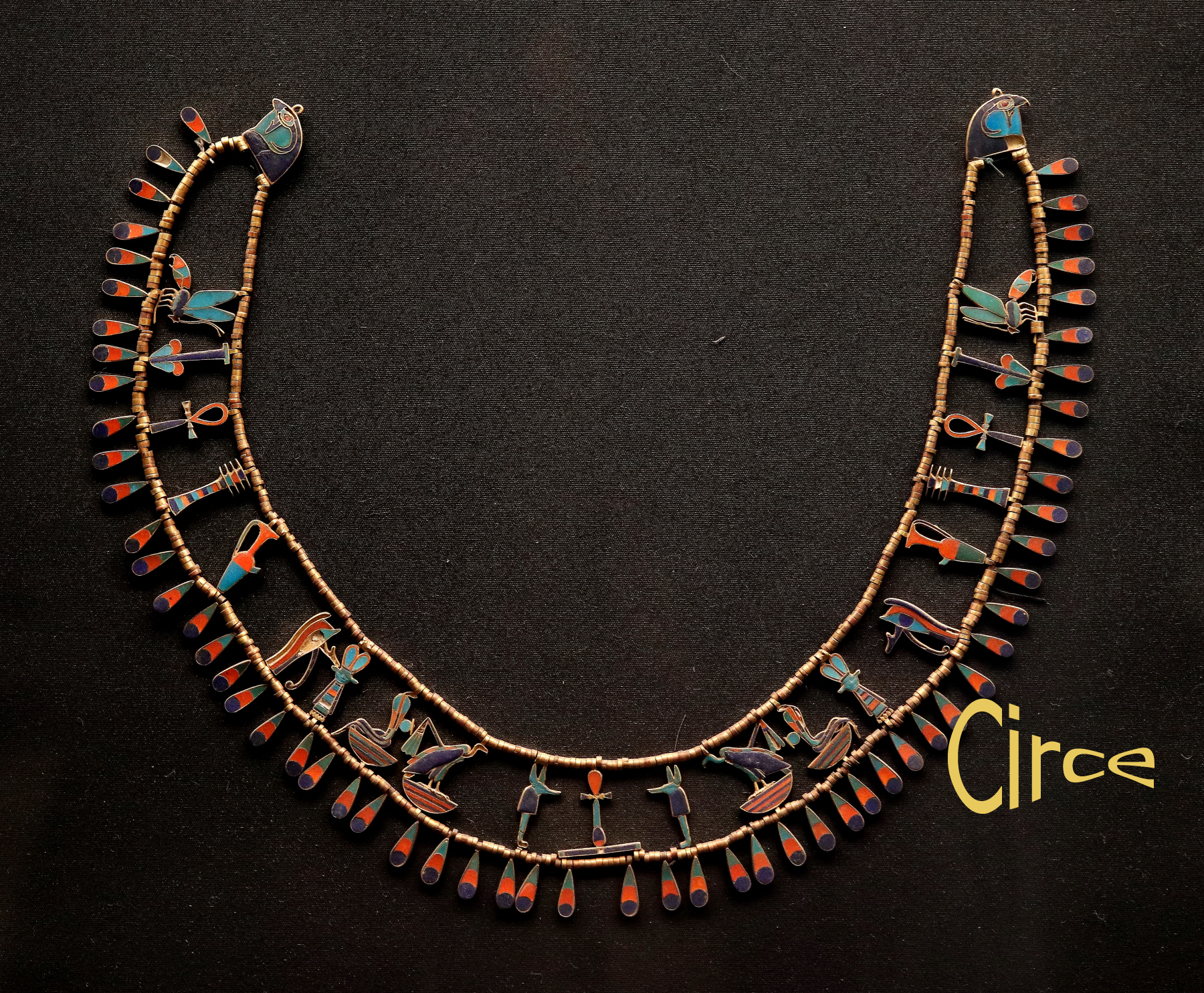
Вишукане намисто принцеси Хенмет з Дахшуру
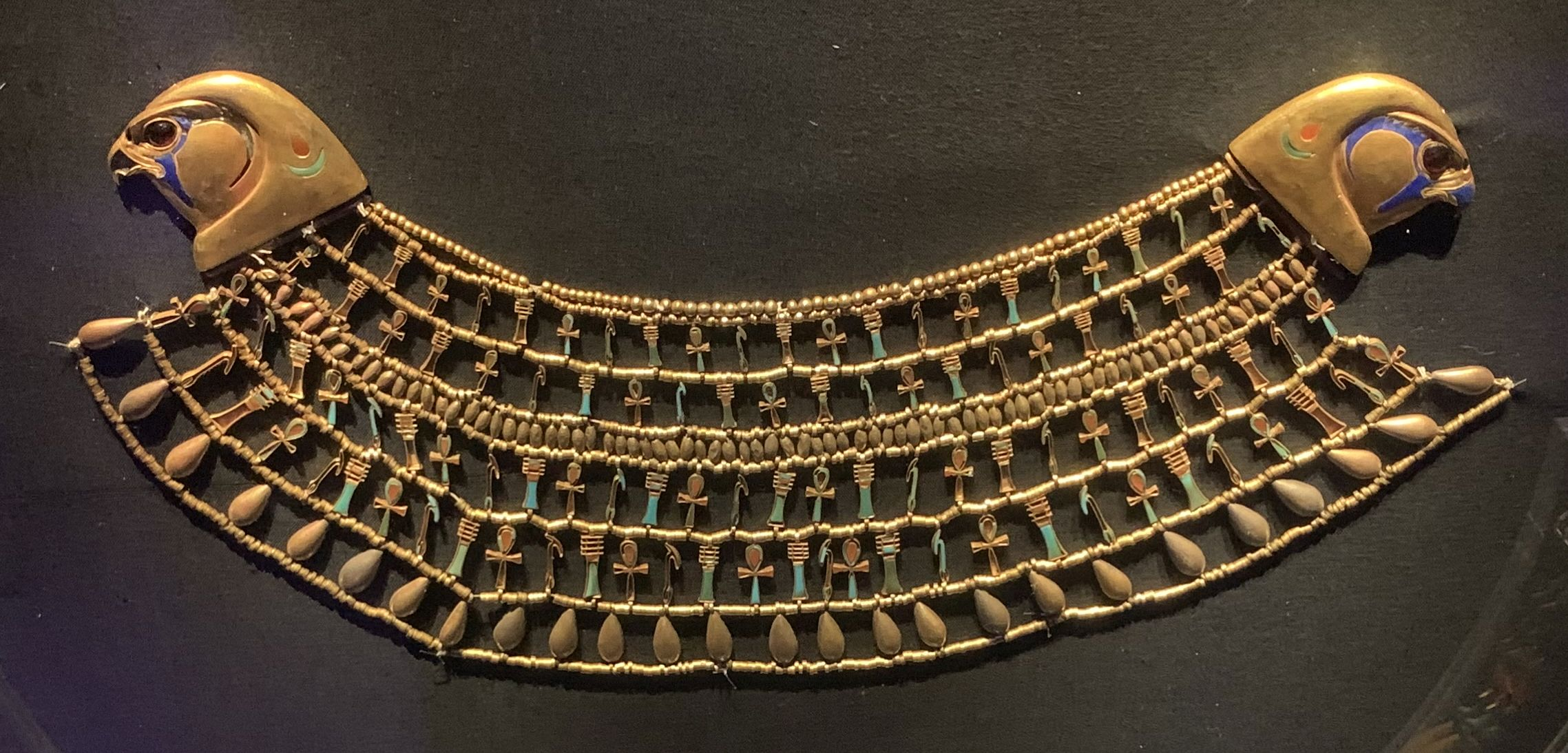
Намисто принцеси Хенмет з її поховання
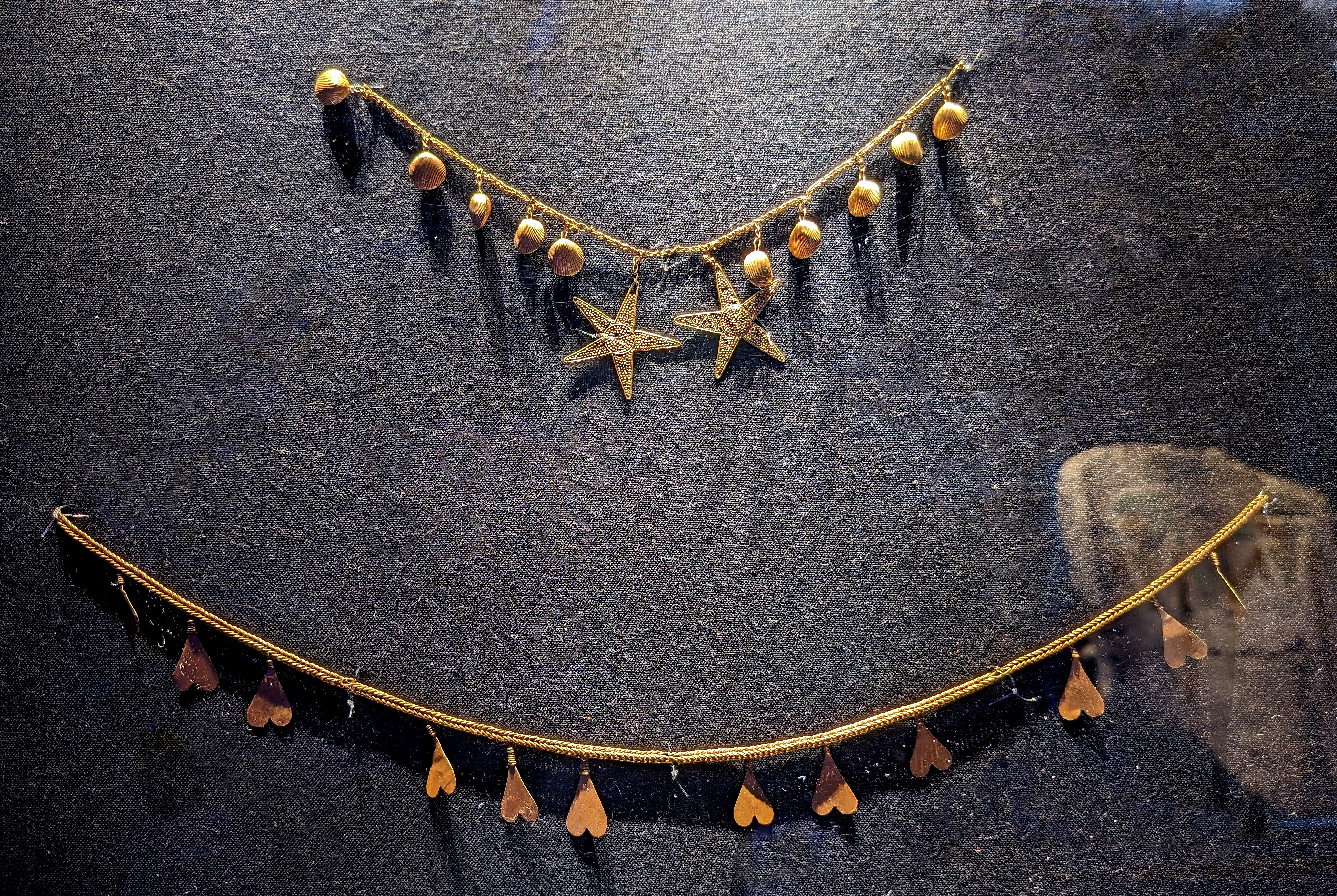
Вишукане намисто принцеси Хенмет
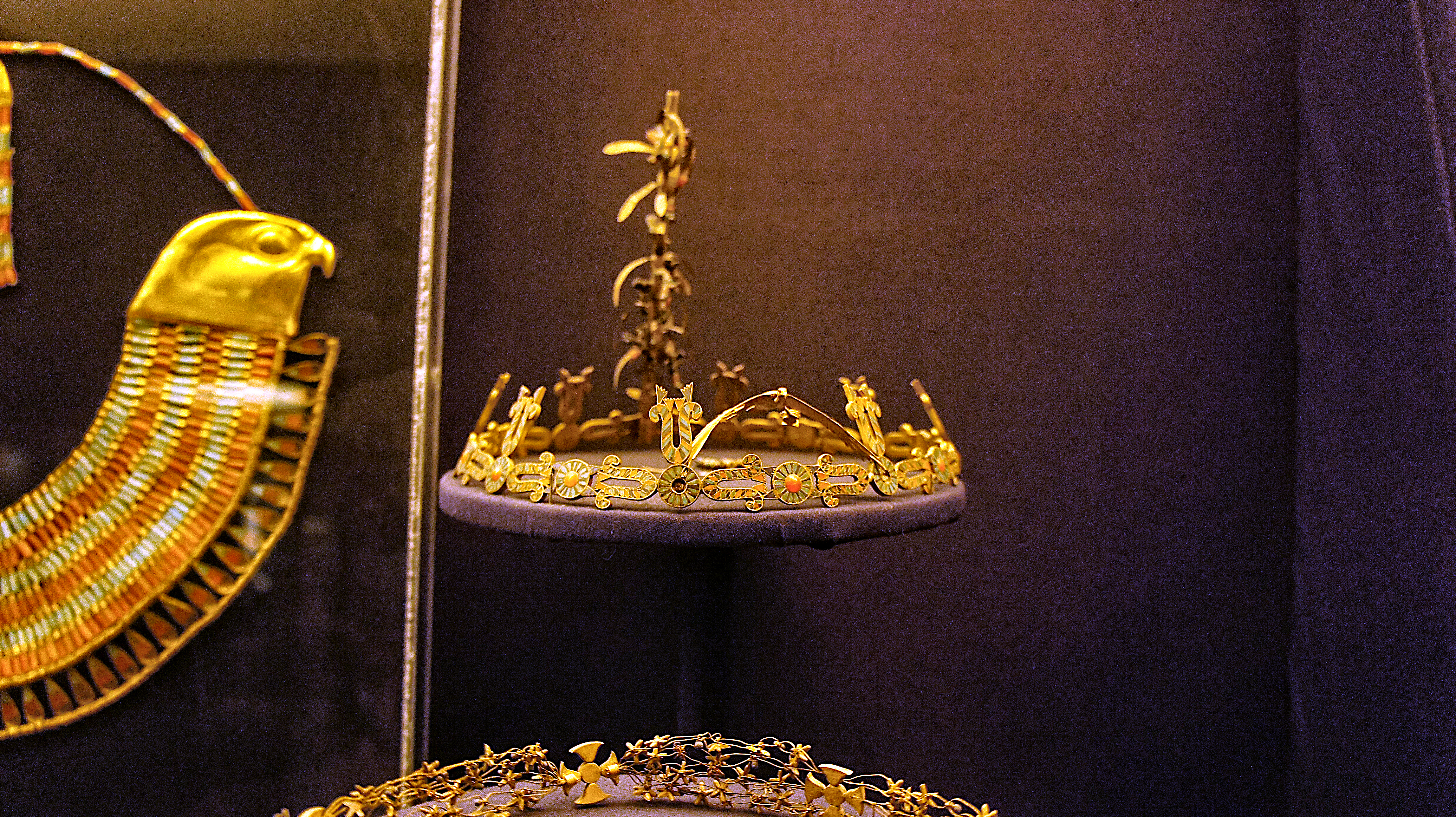
Корона принцеси Хенмет в Каїрському музеї